# Henriette Hanck
Henriette Hanck (* 19. Juli 1807 in Odense; † 19. Juni 1846 in Kopenhagen) war eine dänische Schriftstellerin.

## Leben
Marie Kirstine Henriette Hanck war die älteste von sechs Töchtern des Adjunkts Johan Hendrik Trützschler Hanck (1776–1840) und dessen Ehefrau Madseline Antoinette Iversen (1788–1851). Großvater Christian Iversen war Drucker in Odense und gab eine Lokalzeitung heraus.
Henriette war von schlechter Gesundheit, von einem krummen Rücken nie vollständig genesen und lebte unverheiratet in ihrem Elternhaus, bis sie und ihre Mutter ein Jahr nach dem Tod ihres Vaters von Odense nach Kopenhagen zogen. In ihrer Jugend veröffentlichte sie Gedichte in der Zeitung des Großvaters und gab das erste ihrer beiden Bücher, „Tante Anna. Eine Herbstskizze“ (1838), heraus. Das Jahr nach dem Umzug kam „Die Tochter eines Schriftstellers“ (1842), und bei ihrem Tod wurde das Manuskript für einen dritten Roman vorbereitet. Das Manuskript dieses Buches ist nicht mehr erhalten. Das Buch „Tante Anna“ übersetzte sie selbst ins Deutsche. Etwa 100 Jahre nach ihrem Tod erschien ein zweiteiliges Werk ihres Briefwechsels mit Hans Christian Andersen „Briefwechsel von H. C. Andersen mit Henriette Hanck 1830–1846“ (1941–1946).

## Schriften
- Tante Anna. En Efteraarsskizze. 1838
  - Henriette Hanck’s Schriften. Hamburg 1845 (Digitalisat)
- En Skribentindes Datter. 1842 (Die Tochter eines Schriftstellers)